# Petticoat

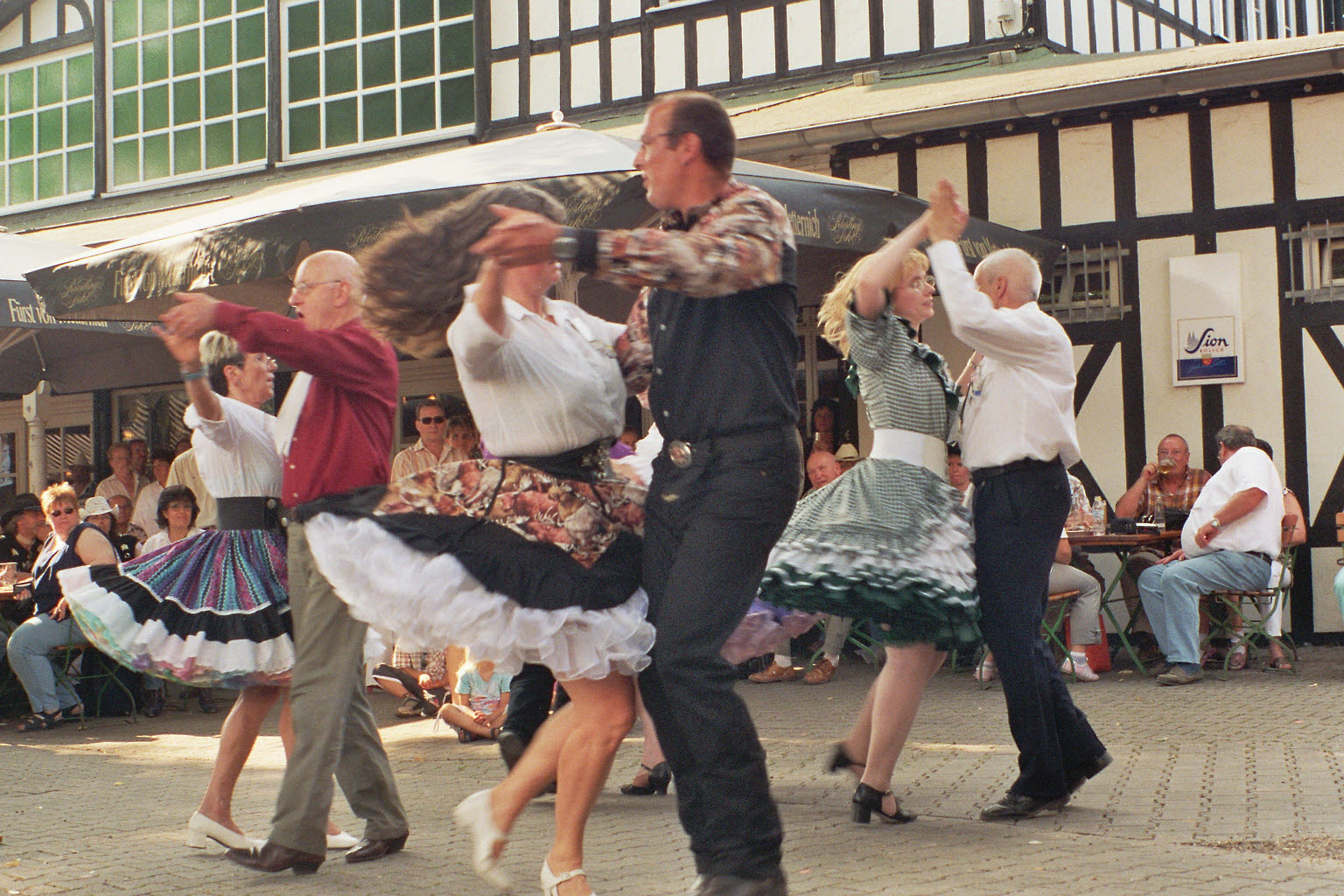
Petticoats beim Square Dance

Ein Petticoat (von franz. petit ‚klein‘ und engl. coat ‚Umhang‘, ‚Mantel‘) ist ein bauschig-weiter Unterrock aus versteiften Perlon- und Nylon-Stoffen mit rüschen- und spitzenverzierten Stufen, der in den 1950er Jahren unter langen, weiten und taillenbetonten Röcken zu deren Formunterstützung getragen wurde. Er besteht meist aus einem Sattel (die oberste, in Hüfthöhe befindliche schmalere Stufe) und dem eigentlichen, darunter beginnenden breit ausfallenden Petticoat-Teil mit drei oder vier Stufen. Die Stoffverarbeitung von meist mehreren Lagen Tüll unterstützt die weite Auslegung dieses Kleidungsstücks.

## Geschichte

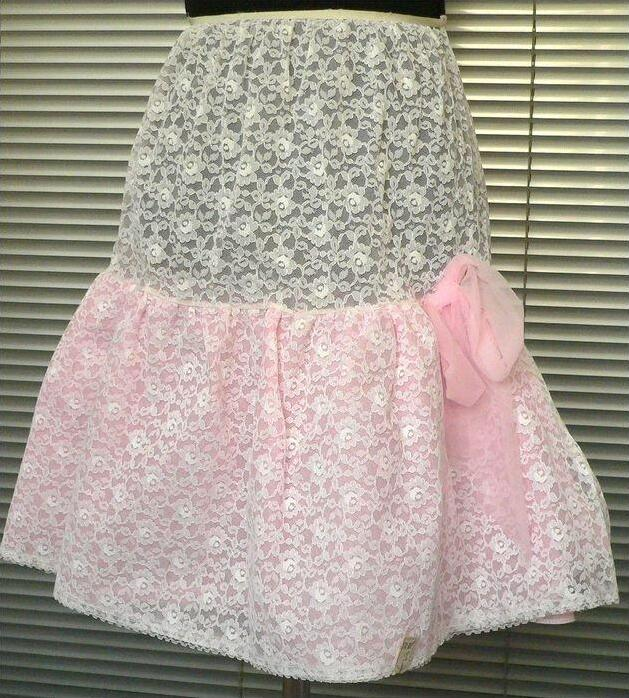
Petticoat aus Perlon, 1958

Bereits im 16. Jahrhundert waren Unterröcke und Reifröcke als formende Unterstützung von weiten Röcken weit verbreitet. Nach 1840 kam die Krinoline auf, die ebenfalls die Funktion hatte, die Weite der Röcke zu betonen. 1947 entwarf der französische Modeschöpfer Christian Dior die Ligne Corolle („Blütenkelchlinie“), die die Mode der 50er und frühen 60er Jahre stark beeinflusste. In dieser Dekade bestimmten weich abfallende Schultern, runde Hüften und extrem schmale Taillen das Bild der Damenmode. Das zu offiziellen Anlässen getragene taillierte Kostüm wurde je nach Saison entweder mit einem engen oder einem durch einen Petticoat gestützten weiten Rock getragen.
Ab 1954 wurde der Petticoat durch das Aufkommen des Rock-’n’-Roll-Tanzes erneut populär, für dessen Bewegungsabläufe diese Mode gut geeignet erschien. Seine Bedeutung kulminierte angesichts der ansonsten sehr prüden Kleidungskonventionen in dem 1958 aufkommenden Streit, ob Petticoats länger als die Überbekleidung und damit öffentlich sichtbar sein dürften. Er blieb auch während der den Rock ’n’ Roll ablösenden Twist-Phase populär und verschwand ab 1966 mit Aufkommen der Minirock-Mode.

## Gegenwart

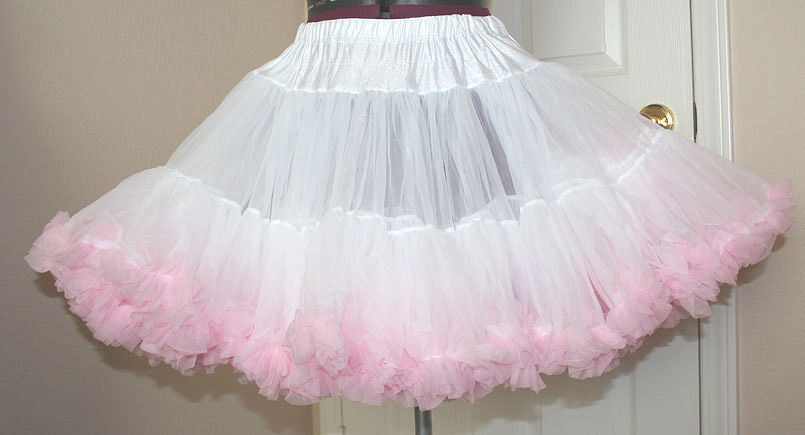
Moderner Petticoat

Kurze Petticoats werden heute von Tanzmariechen unter den Garderöcken getragen. Längere Varianten des Petticoats mit oft sehr vielen Lagen Stoff gehören zur Rockabilly- und Western-Szene und sind Teil der traditionellen Tanzkleidung beim Square Dance. Die längste Variante des Petticoats hat sich bis heute als Bestandteil von Brautmoden erhalten. In der aus Japan stammenden Lolita-Mode, die sich langsam auch in anderen Ländern verbreitet, wird unter den glockenförmigen Röcken üblicherweise ein etwas unter knielanger Petticoat getragen.
Unter einem Petticoat werden meist rüschenverzierte Spitzenhöschen aus Baumwolle oder Kunstfaser, die sogenannten „Pettipants“, getragen.